# Церковь Святой Марии в Лахте
Церковь Святой Марии в Лахте — лютеранский храм в посёлке Лахта, существовавший в 1904—1939 годах. В 1923—1937 годах был центром прихода Лахти (фин. Lahti) Евангелическо-лютеранской церкви Ингрии.

## История
В 1860 году в старинной финской деревне Лахта на берегу Финского залива, открылась школа с преподаванием на финском языке. 1874 году школа переехала в отдельное здание (совр. адрес Лахтинский пр., д. 64). В 1894 году в этом здании начали проводиться молитвенные собрания финской и шведской лютеранских общин. В 1898 году в финской школе числилось 47 учащихся. К началу 1900-х годов, финнов среди жителей Лахты была примерно половина, около 350 человек.
В 1900 году лахтинская финская лютеранская община подала в Генеральную консисторию прошение о строительстве собственной кирхи, но получила отказ. В 1904 году разрешение было получено. В том же году по проекту архитектора Э. Ф. Шитта был построен деревянный молитвенный дом с шатровой колокольней, рассчитанный на 250 человек, освящённый в честь Святой Марии. Литургию в молитвенном доме служили 5 раз в году. Молитвенный дом был приписан к приходу Пиетари Санкт-Петербургской кирхи Святой Марии и находился на пересечении улиц Новой и Церковной (ныне Колхозной) в деревне Бобыльской.
В 1906 году землю на которой стоял молитвенный дом лахтинские крестьяне выкупили и передали в вечное владение прихода Пиетари. В том же году рядом со школой, называвшейся «Евангелическо-лютеранское училище Финской церкви Святой Марии», был построен приют. В 1923 году молитвенный дом был преобразован в кирху Святой Марии, а лютеранская община в капельный при приходе Пиетари, приход Лахти. В 1937 году богослужения в кирхе были прекращены. Летом 1939 года кирху окончательно закрыли, а здание снесли.
В 1941 году финская школа была закрыта. В 2000 году здание школы было разрушено.

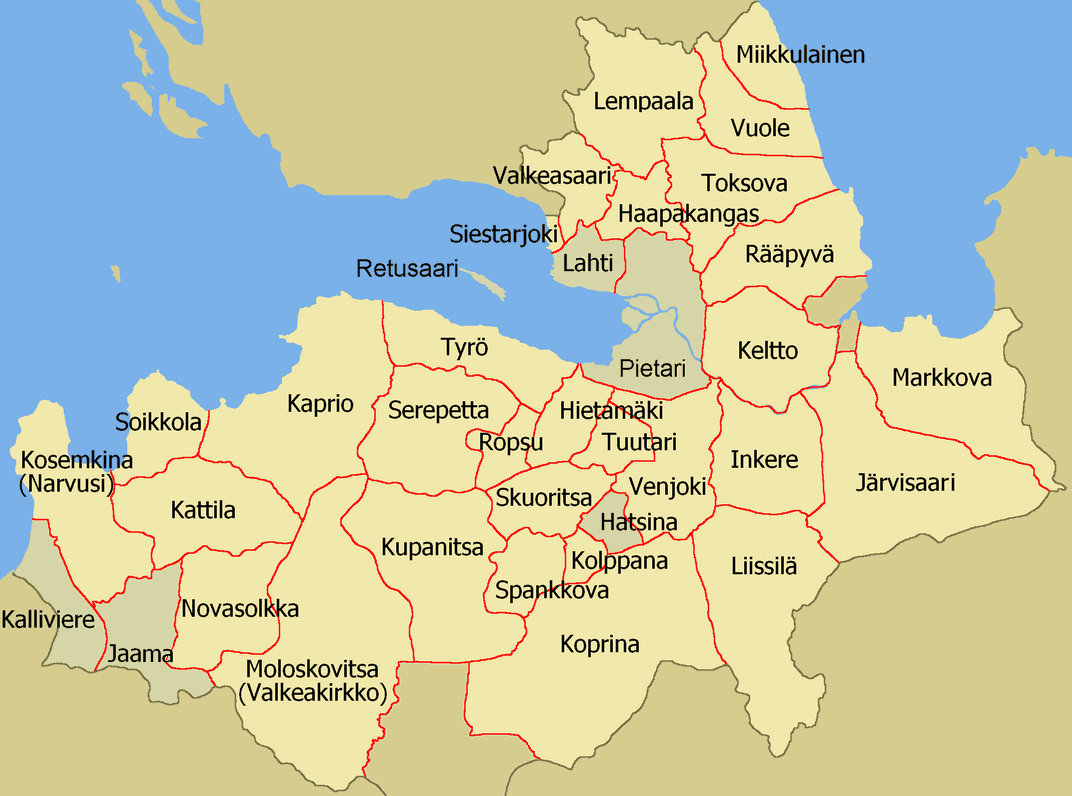
Карта приходов Церкви Ингрии (1930-е годы)

## Прихожане
Приход Лахти (фин. Lahti) в разное время включал в себя 9 деревень:

Большая Горская**, Верпелево**, Кайпилово**, Каменка*, Конная Лахта*, Морские Дубки**, Лахта*, Малая Горская**, Ямки**. 

* Ранее относились к приходу Пиетари

** Ранее относились к приходу Валкеасаари
В 1908 году в приходе состояло 444 человека. В 1919 году в приходе состояло 2500 человек. В 1928 году в приходе состояло 400 человек.

## Духовенство
| Настоятели церкви | Настоятели церкви                    |
| Даты              | Пастор                               |
| ----------------- | ------------------------------------ |
| 1904—1918         | Юхо Сааринен                         |
| 1918—1919         | Оскар Вилхелм Линдберг               |
| 1920—1922         | епископ Феликс Фридольф Реландер     |
| 1923              | Селим Ялмар Лауриккала               |
| 1923—1928†        | Фредрик Сойттонен                    |
| 1933—1937         | Алексантери Корпелайнен (расстрелян) |

## Фото

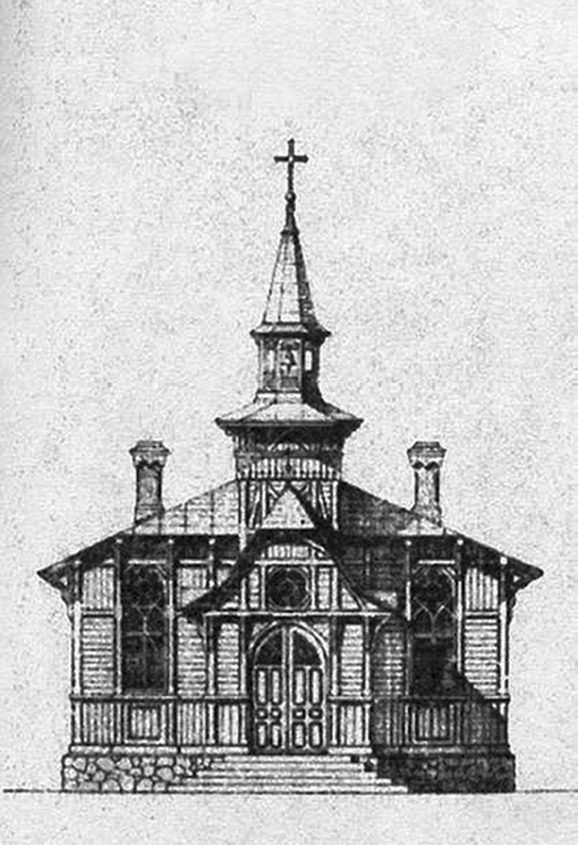
План молельного дома в Лахте
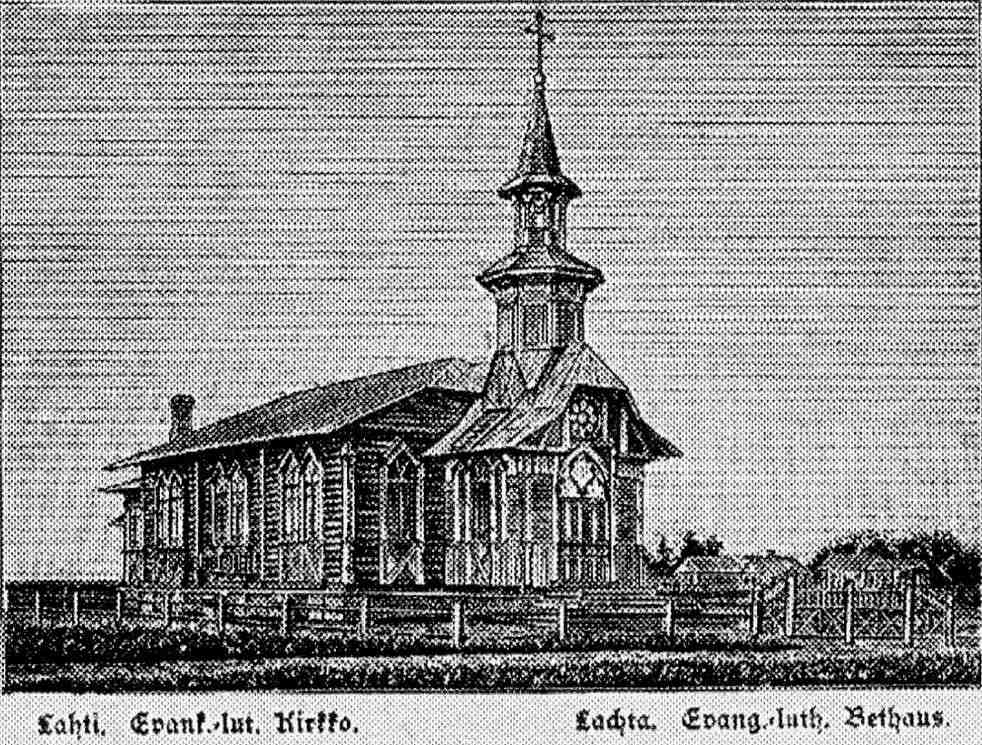
Кирха св. Марии в Лахте. Фотогравюра начала XX века
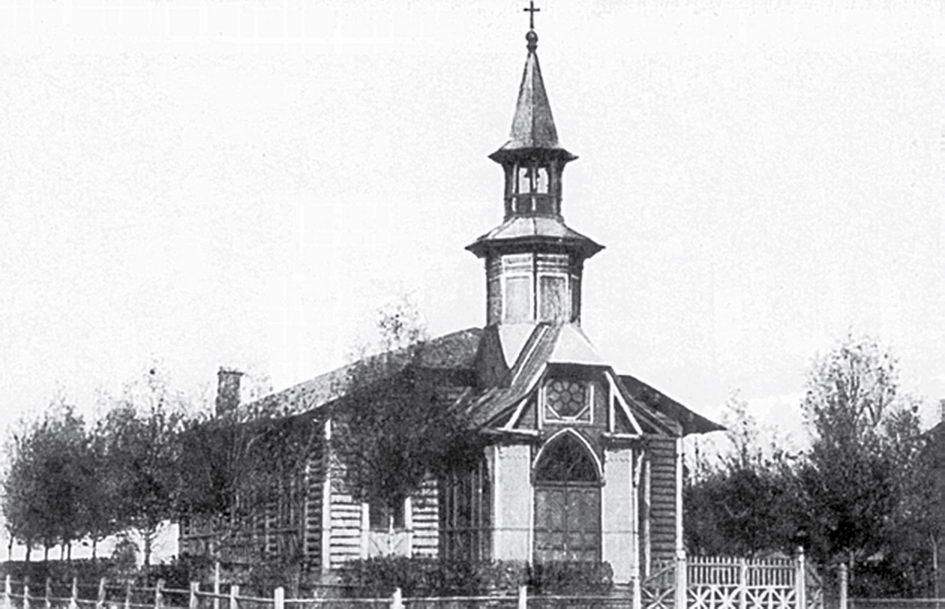
Кирха св. Марии в Лахте. Фото начала XX века
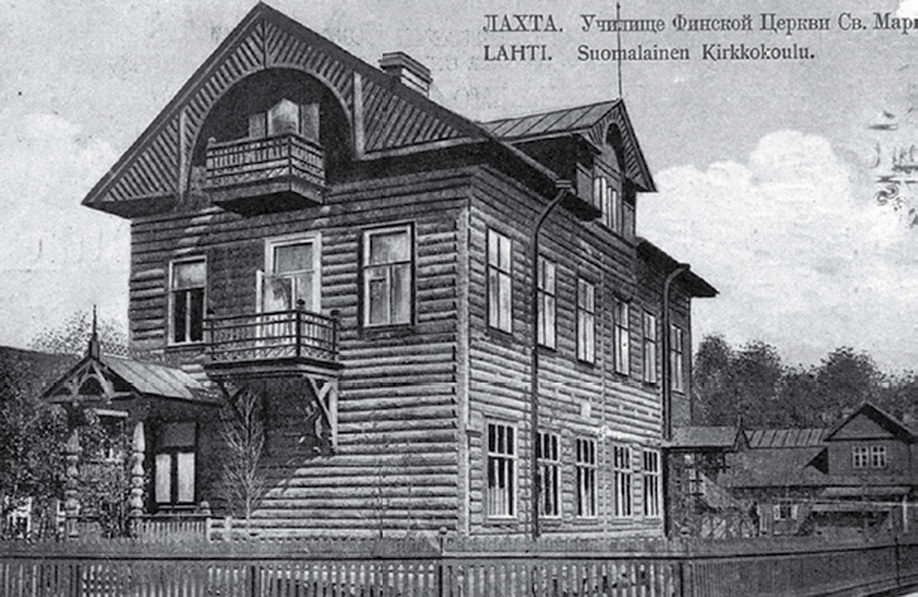
Училище финской церкви св. Марии. Фото начала XX века